# بدليات
البدليات (الاسم العلمي Buddlejaceae)، هي فصيلة من النباتات المزهرة،وهي فصيلة غير معترف بها حاليًا من قبل (Angiosperm Phylogeny Group،هي مجموعة دولية رسمية منهجية مكونة من علماء النبات الذين يتعاونون لإقامة توافق في الآراء بشأن تصنيف النباتات المزهرة (كاسيات البذور) )، ولكن اعتبارًا من عام 2016 يتم استخدام التصنيف من قبل العديد من علماء النبات باعتبارها واحدة من العديد من الفصائل الصغيرة التي تنطوي تحت رتبة الشفويات.